# Gemeinde Chronstau
Die Gemeinde Chronstau, polnisch Gmina Chrząstowice ist eine Landgemeinde im Powiat Opolski der Woiwodschaft Opole in Polen. Ihr Sitz ist das gleichnamige Dorf mit etwa 1300 Einwohnern.

## Geographie
Die Gemeinde liegt in Oberschlesien und grenzt im Westen an die Kreis- und Woiwodschaftshauptstadt Opole (Oppeln). Durch ihr Gebiet verlaufen die Landesstraße Droga krajowa 46 sowie die Bahnlinie zwischen Opole und Ozimek.

## Geschichte
Im Jahr 1945 kam das Gebiet an Polen. Die Gmina Chrząsty, später Chrząstowice, wurde gebildet und 1950 Teil der Woiwodschaft Opole. Von 1954 bis 1972 bestanden verschiedene Gromadas auf Gemeindegebiet, u. a. Tarnów Opolski. Von 1975 bis 1998 gehörte die Gemeinde zur kleiner zugeschnittenen Woiwodschaft Opole.
Seit 2006 ist die Landgemeinde Chronstau offiziell zweisprachig und 2008 wurden deutschsprachige Ortsbezeichnungen eingeführt. Am 11. Dezember 2008 wurden feierlich die zweisprachigen Ortsschilder enthüllt. Chronstau war die dritte Gemeinde mit deutschsprachigen Ortsschildern in der Woiwodschaft Opole.
Am 30. Oktober 2012 erhielten Chronstau, Derschau und Dembiohammer zweisprachige Bahnhofsschilder. Diese trugen unter der polnischen Bezeichnung die deutsche. Die Gemeinde hatte somit die ersten zweisprachigen Bahnhofsschilder in Polen. Als nach kurzer Zeit die Bahnhöfe renoviert wurden, erhielten diese neue Schilder ohne deutsche Aufschrift. Damit entbrannte ein Streit um die Zweisprachigkeit an den Bahnhaltepunkten.

## Politik

### Gemeindevorsteher
An der Spitze der Gemeindeverwaltung steht der Gemeindevorsteher. Dieser ist Florian Cicior von der Deutschen Minderheit. Bei der turnusmäßigen Wahl im Oktober 2018 wurde er ohne Gegenkandidat mit 86,0 % der Stimmen wiedergewählt. Selbiges gelang ihm auch bei der turnusmäßigen Wahl im April 2024, als er erneut ohne Gegenkandidaten 84,3 % der Stimmen erhielt.

### Gemeinderat
Der Gemeinderat besteht aus 15 Mitgliedern und wird direkt gewählt. Die Gemeinderatswahl 2024 führte zu folgendem Ergebnis:
- Schlesische Kommunalverwaltung (Deutsche Minderheit) 62,4 % der Stimmen, 14 Sitze
- Trzecia Droga (TD) 37,6 % der Stimmen, 1 Sitz

Die Gemeinderatswahl 2018 führte zu folgendem Ergebnis:
- Wahlkomitee Deutsche Minderheit 13 Sitze
- Polskie Stronnictwo Ludowe (PSL) 2 Sitze

In 14 der 15 Einpersonenwahlkreise wurden die Gemeinderatsmitglieder ohne Gegenkandidaten gewählt. Lediglich im Wahlkreis 15 kandidierte eine Kandidatin der Regierungspartei PiS gegen den PSL-Kandidaten, konnte sich aber nicht durchsetzen.

### Partnerschaft
Seit 1997 besteht eine Gemeindepartnerschaft mit Reinhardtsgrimma in Sachsen.

## Gliederung
Die Landgemeinde (gmina wiejska) Chronstau umfasst ein Gebiet von 82 km². Zur Gemeinde gehören folgende Orte:
- Chronstau (Chrząstowice)
- Dembiohammer (Dębska Kuźnia)
- Dembio (Dębie)
- Fallmirowitz (Falmirowice)
- Dombrowitz (Dąbrowice)
- Derschau (Suchy Bór)
- Lendzin (Lędziny)
- Tempelhof (Niwki)
- Danietz (Daniec)

Daneben besteht der Weiler Zbicko (Lenztal) und das Forsthaus Kamionka.